# Canon (Georgia)
Canon è una città degli Stati Uniti d'America, situata in Georgia, nella Contea di Franklin e in parte nella Contea di Hart.